# 関鍵評論網
関鍵評論網（かんけんひょうろんもう、英: The News Lens）は、台湾、香港、東京に拠点を持つウェブサイトで、中国語、英語、日本語の3言語で全世界と中国語圏のニュースや評論を提供している。このウェブサイトは、鍾子偉(Joey, Chung)と楊士範(Mario, Yang)によって2013年8月に設立され、「公平、中立なデジタルメディア」を標榜し、多様な視点のコンテンツを提供し、比較的政党、政治色が強かった台湾のメディア環境を再構築することを目指している。ウェブサイトのコンテンツには、政治、経済、技術、社会、生活などが含まれている。
2023年The News Lens Co.は日本のデジタルメディアグループである株式会社メディアジーンとの経営統合を発表し、2024年に米国のNASDAQに上場する予定。

## スタッフ
主なスタッフ：
- 共同設立者・最高経営責任者：鍾子偉（サンリオ中国法人の前社長）
- 共同設立者・最高制作責任者（英語版）：楊士範（CNET台湾の元編集長、商業周刊（中国語版）の主任編集者）
- 取締役：マーカス・ブラウチュリ（英語版）（元『ワシントン・ポスト』編集長、元『ウォール・ストリート・ジャーナル』執行副編集長）
- 諮問取締役：サーシャ・ヴチニッチ（英語版）（媒体開発投資基金（英語版）の共同設立者であり、元最高経営責任者兼代表取締役）
- 諮問取締役：李開復（シノベーション・ベンチャーズ（旧社名：創新工場）創業者、谷歌（Google China）創業社長）
- 日本版編集長 : 吉村剛史（ジャーナリスト　元産経新聞台北支局長、広島総局長、編集委員　東海大学海洋学部非常勤講師）

## 受賞
2015年、関鍵評論網は、Becoming Aces、Becoming Change、Special Reportsの取り組みの組み合わせが評価され、世界新聞協会が発行するWorld Young Reader Prizeのブランド部門で銀賞を受賞した。